# Slum Village
Slum Village ist eine Hip-Hop-Gruppe aus Detroit, Michigan. Sie wurde durch die Rapper Baatin, T3 und Produzent/Rapper J Dilla gegründet. Nachdem Dilla die Gruppe 2002 verließ, um an seinen Solo Projekten zu arbeiten, schloss sich der Rapper Elzhi, der ebenfalls aus Detroit stammt, der Gruppe an. Nachdem Dilla 2006 an den Folgen seiner Lupus-Erkrankung gestorben war, wurde auch der Mitbegründer Baatin 2009, durch bis heute noch ungeklärte Umstände, tot in seiner Wohnung aufgefunden. Elzhi verließ die Gruppe 2010 wieder um sich, wie Dilla zuvor, seinen Solo-Projekten widmen zu können. Danach wurde es still um die Gruppe, die nur noch aus einer Person bestand, bis sich Produzent Young RJ und Dillas jüngerer Bruder Illa J der Gruppe anschlossen.

## Geschichte
Ihr erstes Album Fan-Tas-Tic (Vol. 1) erschien 1997 unter Counterflow Records. Ihr zweites Album Fantastic Vol. 2 erschien im Sommer 2000 und wurde ausschließlich von J Dilla produziert. 2001 wurde nach dem Weggang von J Dilla, der sich auf seine Solokarriere konzentrieren wollte, ein neues Mitglied verpflichtet: Der Rapper Elzhi. Mitte 2002 erschien ihr zweites Album Trinity (Past, Present and Future), es war ihr erstes Album bei einem Major-Label. An den Reglern saßen Scott Storch, DJ Hi-Tek, J Dilla und andere. 2003 gab es erneut einen Abgang bei Slum Village, Baatin verließ die Gruppe aufgrund seiner Schizophrenie. Im Juli 2004 erschien Detroit Deli (A Taste of Detroit). Als Gäste waren Kanye West, Ol’ Dirty Bastard, Dwele und John Legend dabei, es war ihr letztes Album bei Capitol Records. 2005 erschien das dritte Album Slum Village über ihr eigenes Label, Barak Records. 2006 starteten Slum Village eine Europa-Tour und traten unter anderem beim splash! in Chemnitz auf. Für Ende Juni 2013 wurde ein neues Album namens The Evolution angekündigt.

## Diskografie

### Studioalben
| Jahr | Titel                              | Höchstplatzierung, Gesamtwochen, AuszeichnungChartplatzierungen (Jahr, Titel, Platzierungen, Wochen, Auszeichnungen, Anmerkungen) | Höchstplatzierung, Gesamtwochen, AuszeichnungChartplatzierungen (Jahr, Titel, Platzierungen, Wochen, Auszeichnungen, Anmerkungen) | Anmerkungen                       |
| Jahr | Titel                              | UK | US | Anmerkungen                       |
| ---- | ---------------------------------- | --- | --- | --------------------------------- |
| 2000 | Fantastic, Vol. 2                  | UK98 (1 Wo.)UK | US180 (1 Wo.)US | Erstveröffentlichung: Mai 2000    |
| 2002 | Trinity (Past, Present and Future) | — | US20 (8 Wo.)US | Erstveröffentlichung: August 2002 |
| 2004 | Detroit Deli (A Taste of Detroit)  | — | US37 (5 Wo.)US | Erstveröffentlichung: Juni 2004   |

Weitere Veröffentlichungen:
- 2000: Best Kept Secret
- 2002: Dirty District
- 2005: Prequel To A Classic
- 2005: Fan-Tas-Tic (Vol. 1) [re-release, geplant für 1997 aber nie offiziell erschienen.]
- 2005: Slum Village
- 2010: Villa Manifesto
- 2012: Dirty Slums (with Mick Boogie)
- 2013: Dirty Slums 2 (with Mick Boogie)
- 2013: Evolution
- 2014: Vintage
- 2015: Yes!

### Singles
| Jahr | Titel Album                                | Höchstplatzierung, Gesamtwochen, AuszeichnungChartplatzierungen (Jahr, Titel, Album, Platzierungen, Wochen, Auszeichnungen, Anmerkungen) | Höchstplatzierung, Gesamtwochen, AuszeichnungChartplatzierungen (Jahr, Titel, Album, Platzierungen, Wochen, Auszeichnungen, Anmerkungen) | Anmerkungen                                                     |
| Jahr | Titel Album                                | UK | US | Anmerkungen                                                     |
| ---- | ------------------------------------------ | --- | --- | --------------------------------------------------------------- |
| 2002 | Tainted Trinity (Past, Present and Future) | UK79 (1 Wo.)UK | US87 (11 Wo.)US | Erstveröffentlichung: Juli 2002 (feat. Dwele)                   |
| 2004 | Selfish Detroit Deli (A Taste of Detroit)  | — | US55 (17 Wo.)US | Erstveröffentlichung: Mai 2004 (feat. Kanye West & John Legend) |